# Maesteg
Maesteg è una cittadina e comunità (community) di circa 19 000 abitanti del Galles sud-orientale, facente parte del distretto di contea di Bridgend (contea tradizionale: Mid Glamorgan) e situata lungo il corso del fiume Llynfi.
Fino alla metà degli anni ottanta era un centro minerario.

## Geografia
La località si trova a circa metà strada tra le località di Caerau e Llangwynyd (rispettivamente a sud della prima e nord della seconda) e si estende poco prima della confluenza del fiume Llynfi con i fiumi Ogmore and Garw.

## Società

### Evoluzione demografica
Al censimento del 2011, Maesteg contava una popolazione pari a 18 888 abitanti.
La località ha conosciuto un lieve calo demografico rispetto al 2001, quando contava una popolazione pari a 18 907 abitanti.

## Sport
- Maesteg RFC, squadra di rugby